# かしの森公園前停留場
かしの森公園前停留場（かしのもりこうえんまえていりゅうじょう）は、栃木県芳賀郡芳賀町下高根沢にある宇都宮ライトレール宇都宮芳賀ライトレール線の停留場である。

## 概要
芳賀・高根沢工業団地内に所在しており、起点の宇都宮駅東口から18駅目の停留場である。仮称は「かしの森公園」であった。

## 歴史
- 2021年（令和3年）4月23日：停留場名決定[6]。
- 2023年（令和5年）8月26日：開業[3][4]。

## 停留場構造
島式ホーム1面2線を有する地上駅。

### のりば
| 番線 | 路線          | 方向 | 行先                     |
| ---- | ------------- | ---- | ------------------------ |
| 1    | ■ライトライン | 下り | 芳賀・高根沢工業団地方面 |
| 2    | ■ライトライン | 上り | 宇都宮駅東口方面         |

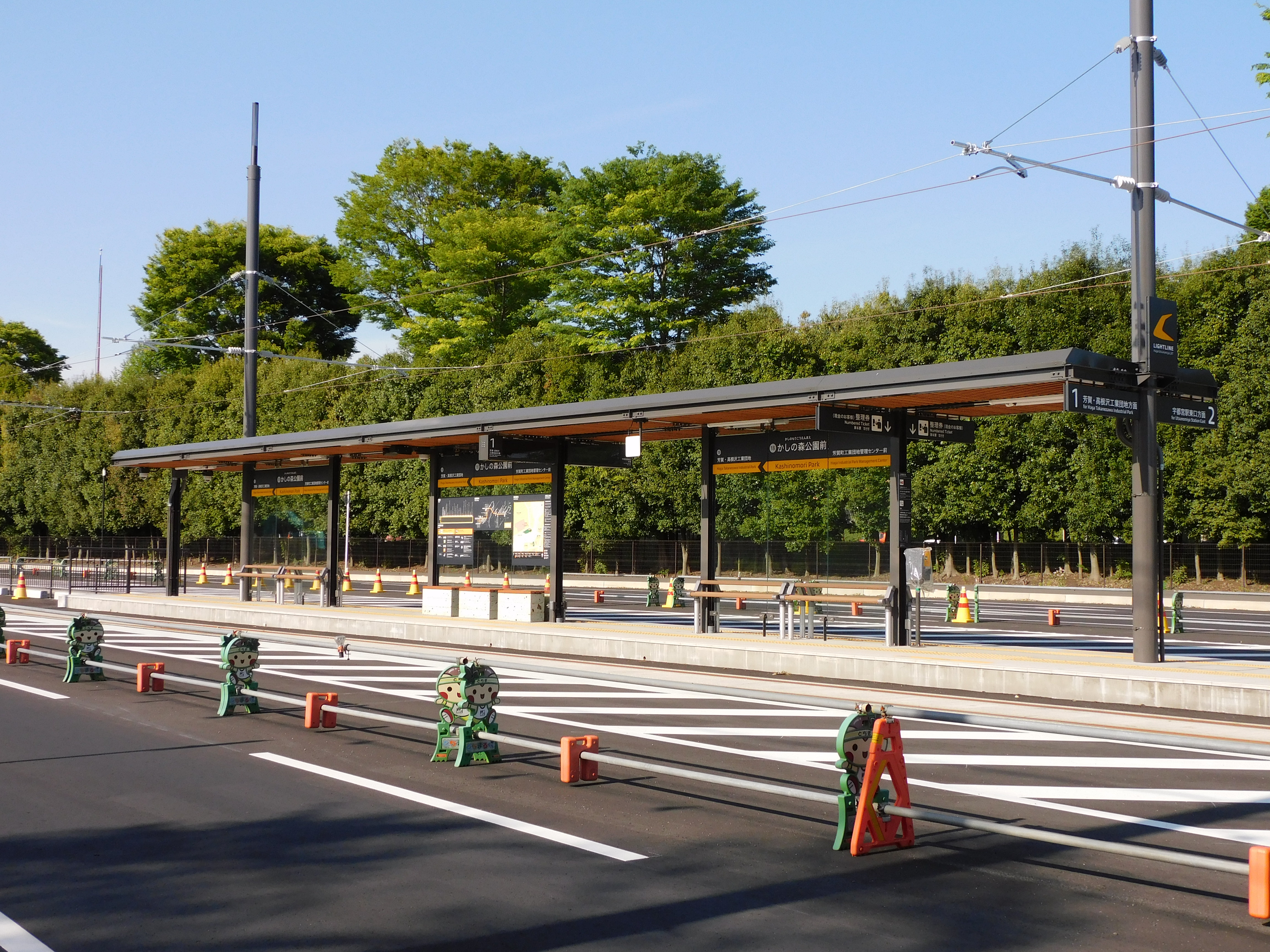
ホーム全景（2023年4月）
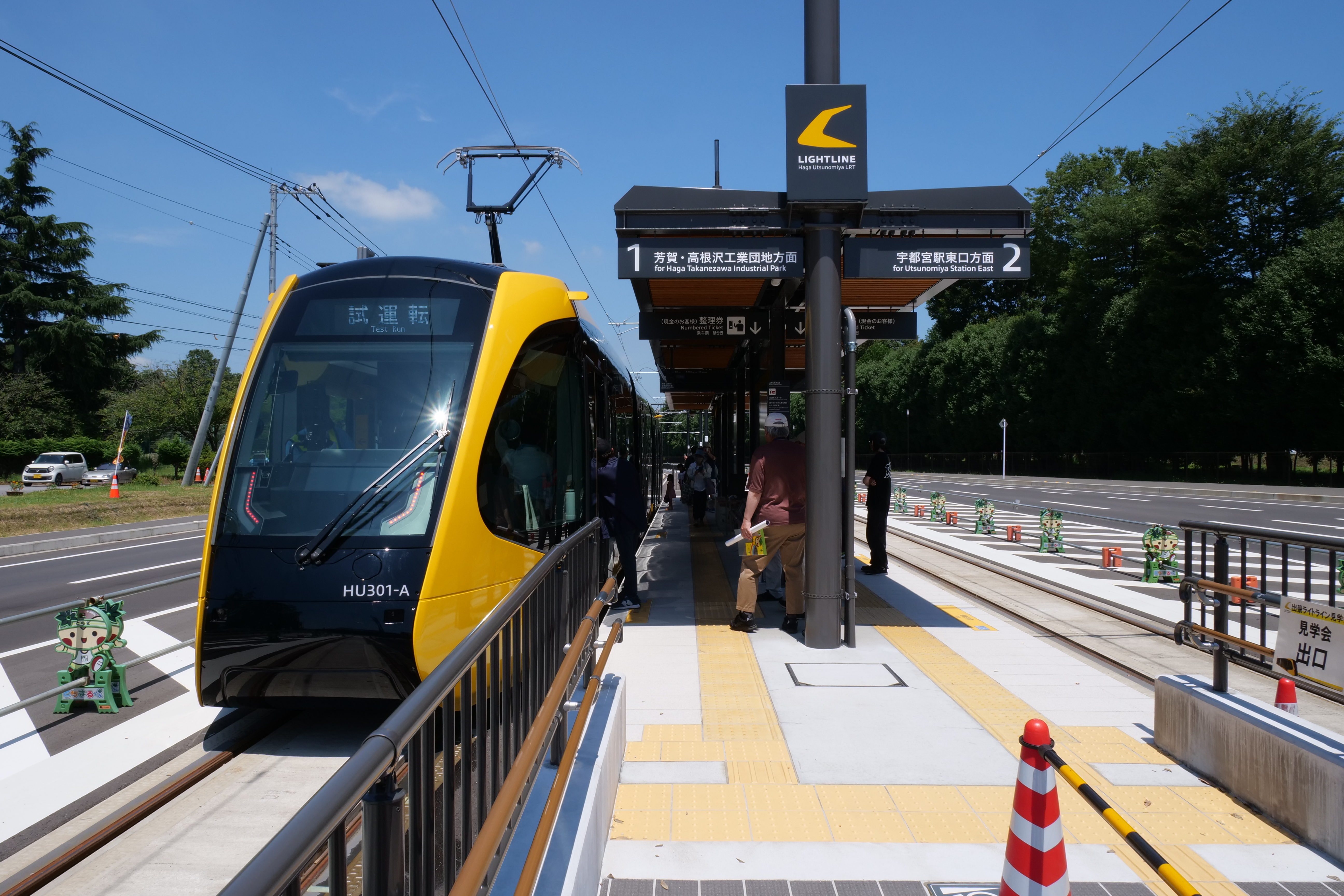
ホーム（2023年7月、展示会イベント開催時）

## 利用状況
- 2024年2月時点での1日平均乗降人員は平日約1,400人・休日約200人である[9]。
- 2024年（令和6年）11月第2週の1日平均乗降人員は平日約1,830人・休日約160人である[10]。

## 停留場周辺
近隣には本田技研工業の関連施設や同社の体育館がある。停留所の名称の由来となった公園は西側にある。
- 本田技術研究所四輪R＆Dセンター（栃木） - グローバルプラザと自動車試験場（栃木プルービンググラウンド。同社のテストコース）を併設[注釈 1]。
- 本田技研工業栃木体育館
- かしの森公園

## 隣の停留場
宇都宮ライトレール
■宇都宮芳賀ライトレール線
快速（平日朝下りのみ運転）・各停
芳賀町工業団地管理センター前停留場 (17) - かしの森公園前停留場 (18) - 芳賀・高根沢工業団地停留場 (19)